# جاك تي كوليس
جاك تي كوليس (بالإنجليزية: Jack T. Collis)‏ هو مخرج فني أمريكي، ولد في 12 يناير 1923 في لوس أنجلوس في الولايات المتحدة، وتوفي في 1 فبراير 1998 في إنسينو ‏ في الولايات المتحدة.

## وصلات خارجية
- جاك تي كوليس على موقع IMDb (الإنجليزية)
- جاك تي كوليس على موقع أول موفي (الإنجليزية)
- جاك تي كوليس على موقع قاعدة بيانات الفيلم (الإنجليزية)